# Viu i deixa morir
Viu i deixa morir (títol original en anglès: Live and Let Die) és una pel·lícula britanicoestatunidenca que forma part de la saga James Bond. Va ser dirigida per Guy Hamilton, estrenada el 1973 i doblada al català.

## Argument
Després de l'assassinat de diversos agents, James Bond rep l'encàrrec d'investigar sobre Mr. Big, un narcotraficant sota una tapadora política. James Bond haurà de fer cara al Dr. Kananga, la seva vident Solitaire, i el seu home de confiança amb braç d'acer, Tee Hee.

## Repartiment
- Roger Moore com a James Bond
- Jane Seymour com a Solitaire
- Yaphet Kotto com el Dr. Kananga/ Mr. Big
- Geoffrey Holder com el Baró Samedi
- Bernard Lee de M
- Gloria Hendry com a Rosie Carver
- Clifton James com el Xèrif Pepper
- Julius W. Harris com a Tee Hee
- Roy Stewart com a Quarrel Jr.
- David Hedison de Felix Leiter
- Lois Maxwell de Miss Moneypenny
- Lon Satton com a Harold Strutter

## Llocs de l'acció
- Nova York, Estats Units
- Nova Orleans, Louisiana, Estats Units
- San Monique, illa de les Antilles	(fictícia)[2]

## Llocs de rodatge
El rodatge va tenir lloc des del 13 d'octubre de 1972 al 15 de març de 1973 a
- Nova York:
  - Aeroport Internacional John F. Kennedy
  - es veuen els fonaments del World Trade Center, aleshores en construcció, en l'escena al Quarter General de la CIA a Nova York.
- Nova Orleans i Slidell (Louisiana, Estats Units), als estudis Pinewood (Regne Unit), i a Cornwall, Jamaica[3] (l'escena dels cocodrils).

## Al voltant de la pel·lícula
- Es tracta del primer James Bond amb Roger Moore, aportant una nova dosi d'humor. Roger Moore era la tria que  Ian Fleming considerava des de 1962 per a interpretar Bond, però no estava disponible pel contracte per fer The Saint. Després de la sèrie d'èxit Amistosament seu, Roger Moore va considerar que ja era el moment d'interpretar finalment el paper que ja se li havia escapat dues vegades.
- Q no apareix a la pel·lícula. Hi havia, per part dels guionistes, una voluntat de desmarcar-se dels Bond precedents, d'aquí la quasi absència d'artefactes. Els seguidors en van reclamar la tornada de Q per a l'episodi següent.
- Els productors volien verdaderament desmarcar-se dels actors precedents. La idea era diferenciar el Bond interpretat per Sean Connery, potser per a evitar un nou fracàs del tipus George Lazenby. El Bond interpretat per Roger Moore, en qualsevol cas en aquest episodi:
  - no beu martini amb vodka sinó whisky bourbon.
  - rep les ordres a casa seva (com en el primer episodi, Dr. No) i no a l'MI6.
  - no porta barret.
  - no fuma cigarretes, sinó cigars (el contracte de Roger Moore li permetia un accés il·limitat als Montecristo fets a mà, li va costar a la productora més de 3.000 lliures esterlines de l'època).
- Sean Connery va refusar uns honoraris llavors espaterrants de 5,5 milions de dòlars per interpretar Bond en aquesta pel·lícula. Burt Reynolds, Paul Newman i Robert Redford van estar un temps considerats per a interpretar a Bond.
- La cançó del títol va ser escrita per Paul McCartney (el Beatle) i per Linda McCartney, i interpretada pels Wings. A Goldfinger James Bond jutjava malsà escoltar els Beatles sense haver perdut la xaveta.
- Ross Kananga era el propietari de la granja dels caimans. Era també el que va realitzar l'escena perillosa de Bond anant sobre els caimans. Va agradar tant als productors que van donar el seu nom al dolent.
- El salt en vaixell de Bond va establir aleshores, involuntàriament, un rècord mundial: 110 peus, o sigui 33,5 metres.
- La pel·lícula va aconseguir vendre 20 milions d'entrades als Estats Units i més de 96 milions a tot el món, guanyant així 126,4 milions de dòlars.
- Catherine Deneuve va estat a punt d'interpretar el paper de Solitària, però Jane Seymour va obtenir el paper després que el productor Albert R. Broccoli la veiés a la sèrie britànica The Onedine Line.
- Els productors van considerar la tornada d'Honey Ryder (Ursula Andress a Dr. No), a Viu i deixar morir, abans de decidir, a l'últim minut, que seria inapropiat fer-li viure una història d'amor amb dos Bonds diferents.
- És l'única pel·lícula de la saga on es pot sentir, en la versió original, un terme racista: Quan Bond es fa acompanyar fora del cau de Mr. Big per dos dels seus esbirros, un d'ells el tracta d'"honkey", paraula utilitzada als Estats Units per qualificar pejorativament un blanc.

## Premis
- Nominada a l'Oscar a la millor cançó original
- Grammy a la millor cançó (Paul McCartney, per Live and let die)[4]